# Lawrence Hough
Lawrence Hough, né le 4 avril 1944 à Janesville (Wisconsin), est un rameur d'aviron américain. 

## Carrière
Lawrence Hough participe aux Jeux olympiques d'été de 1968 à Mexico et remporte la médaille d'argent en deux sans barreur avec son coéquipiers Philip Johnson.